# Седой листовой слоник
Седой листовой слоник (лат. Phyllobius canus) — вид долгоносиков-скосарей из подсемейства Entiminae.

## Описание
Жук длиной 6-8 мм. Бока переднеспинки в немного более густых чешуйках, которые не образуют резких светлых полос. Надкрылья с пёстрым рисунков из медных, коричневых и серебристых узколанцетных чешуйках. Передние бёдра у обоих полов заметно толще остальных, с более крупным зубцом. Головотрубка длиннее своей ширины при основании, спинка сильновыпуклая, резко сужена вперёд, гладкая. Бороздка на головотрубке заметна лишь  впереди. 

## Экология
Взрослый жук питается листьями плодовых деревьев.